# Liber feudorum Ceritaniae
El Liber feudorum Ceritaniae és, com indica el seu títol llatí, un llibre (liber, de fet un chartulary ) que registra els feus (feudi ) dins dels comtats de Cerdanya (Ceritània ), Rosselló i Conflent, i les obligacions feudals del comte i els seus vassalls. Es conserva a l'Arxiu Reial de Barcelona (Cancelleria Reial, reg. núm. 4) i consta de 272 cartes en 379 folis amb 32 miniatures de colors sobre fons daurat. Probablement va ser copiat originalment d'una part del Liber feudorum maior (LFM), que és unes dècades més antiga. Conté tots els documents relatius a la Cerdanya i el Rosselló trobats a la LFM i exactament en el mateix ordre, així com sis documents més. La majoria de les cartes que hi figuren cobreixen els anys 1172 – 6.
El text del Liber probablement data d'entre 1200 i 1209, encara que Lawrence McCrank l'ha datat més tard, entre 1237 – 1241. El darrer any Pere II d'Aragó, que ocupava els comtats de Cerdanya i Rosselló, els va atorgar al seu oncle Sanç, que n'havia estat desposseït el 1185 pel seu germà, el pare de Pere, Alfons II, que era rei durant el període en què la majoria de les cartes es van fer. La carta més antiga de la col·lecció data del regnat de Lotari I. Pot representar la primera i única part completada d'un projecte més ampli de libri feudorum regional fet per acompanyar el LFM, que va quedar sense acabar.

## Il·lustracions
Les 32 miniatures són, a excepció de la del primer foli, de la mà d'un sol artista. N'hi ha un per a cada document a la carta cartulària i tenen una mida consistent, amb una alçada màxima d'11,5 cm i una amplada màxima de 9,5 cm. Tots tenen el mateix contingut, representant el comte rebent les mans dels seus vassalls amb les seves pròpies o negociant amb ells des del seu tron. L'escena està sempre ambientada en un interior marcat per grans arcs i columnes. Malgrat això, les miniatures no han estat objecte de cap estudi artístic o iconogràfic seriós.
El primer foli, d'un artista diferent de la resta, representa Isarn i Dalmau, senyors de Castellfollit, fent homenatge a Guifré II de Cerdanya. És d'un calibre superior al de la resta de miniatures i està pintada a l'estil bizantinista que s'anava dominant a Catalunya cap a l'any 1200. Aquest artista s'ha identificat amb el pintor dels fronts d'altar de Sant Sadurní de Rotgers i Aviá. També va il·lustrar un manuscrit del De civitate Dei d'Agustí d'Hipona. És més artístic que el Liber, però la influència byzantine encara es fa sentir agudament.
L'artista menor de les 31 miniatures restants era probablement un català nadiu acostumat a pintar altars. Apareix influenciat per la producció d'émail contemporània, sobretot de l'escola francesa del sud centrada a Llemotges i activa a la fi del segle XII i començament del XIII e segle. Dotze de les miniatures estan inacabades i revelen que el color i el fons daurat es van afegir a sobre d'un dibuix anterior. Tot i que les seves miniatures no són destacables artísticament, són un ric registre documental de les principals figures catalanes de l'època:
- Folio 6v. representa una convenció entre Folch, bisbe d'Urgell, i el comte Guillem I de Cerdanya sobre el castell de Cardona, del qual Folch era senyor.[9]
- Folio 9v. representa sant Ermengol, bisbe d'Urgell, prestant un jurament de fidelitat a Wifred II.[10]
- El foli 71 representa el compromís del Gausfred III del Rosselló amb l'Ermengarda, filla del vescomte Trencavel Bernat Ato IV i la seva dona Cecília.[11] Aquestes representacions eren rares en els manuscrits medievals.
- El foli 73 representa Alfons, rei d'Aragó, rebent l'homenatge dels homes del difunt comte del Rosselló, Guinard II.